# Râul Iutași
Râul Iutași este un curs de apă, afluent al râului Bistricioara.